# Dobra Wola (Mława)
Pour les articles homonymes, voir Dobra Wola.
Dobra Wola (prononciation : [ˈdɔbra ˈvɔla]) est un village polonais de la gmina de Dzierzgowo dans le powiat de Mława de la voïvodie de Mazovie dans le centre-est de la Pologne.
Il se situe à environ 3 kilomètres au sud-est de Lipowiec Kościelny (siège de la gmina), 11 kilomètres à l'ouest de Mława (siège du powiat) et à 110 kilomètres au nord-ouest de Varsovie (capitale de la Pologne).

## Histoire
De 1975 à 1998, le village appartenait administrativement à la voïvodie de Ciechanów.